# خط ترسيم الحدود العسكرية

خط ترسيم الحدود العسكرية داخل المنطقة الكورية المنزوعة السلاح.

خط ترسيم الحدود العسكرية، يشار إليه احيانا باسم خط الهدنة، هو خط الحدود البرية الفاصل بين كوريا الشمالية وكوريا الجنوبية. علي جانبي الخط المنطقة الكورية المنزوعة السلاح. تم تأسيس خط ترسيم الحدود العسكرية والمنطقة الكورية المنزوعة السلاح قبل اتفاقية الهدنة الكورية في نهاية الحرب الكورية في عام 1953.
يتم تقسيم كوريا الشمالية وكوريا الجنوبية في البحر الأصفر علي خط ترسيم الحدود العسكرية والحدود البحرية المسماة خط الحدود الشمالية الذي رسمته قيادة الأمم المتحدة في عام 1953. لم يتم وصف اتفاقية الهدنة العسكرية الكورية في اتفاقية الهدنة الكورية. سيتم السماح للسكان المحليين والأجانب بعبور الخط في المنطقة الأمنية المشتركة بمجرد تنظيف هذه المنطقة.

## ترسيم الأراضي

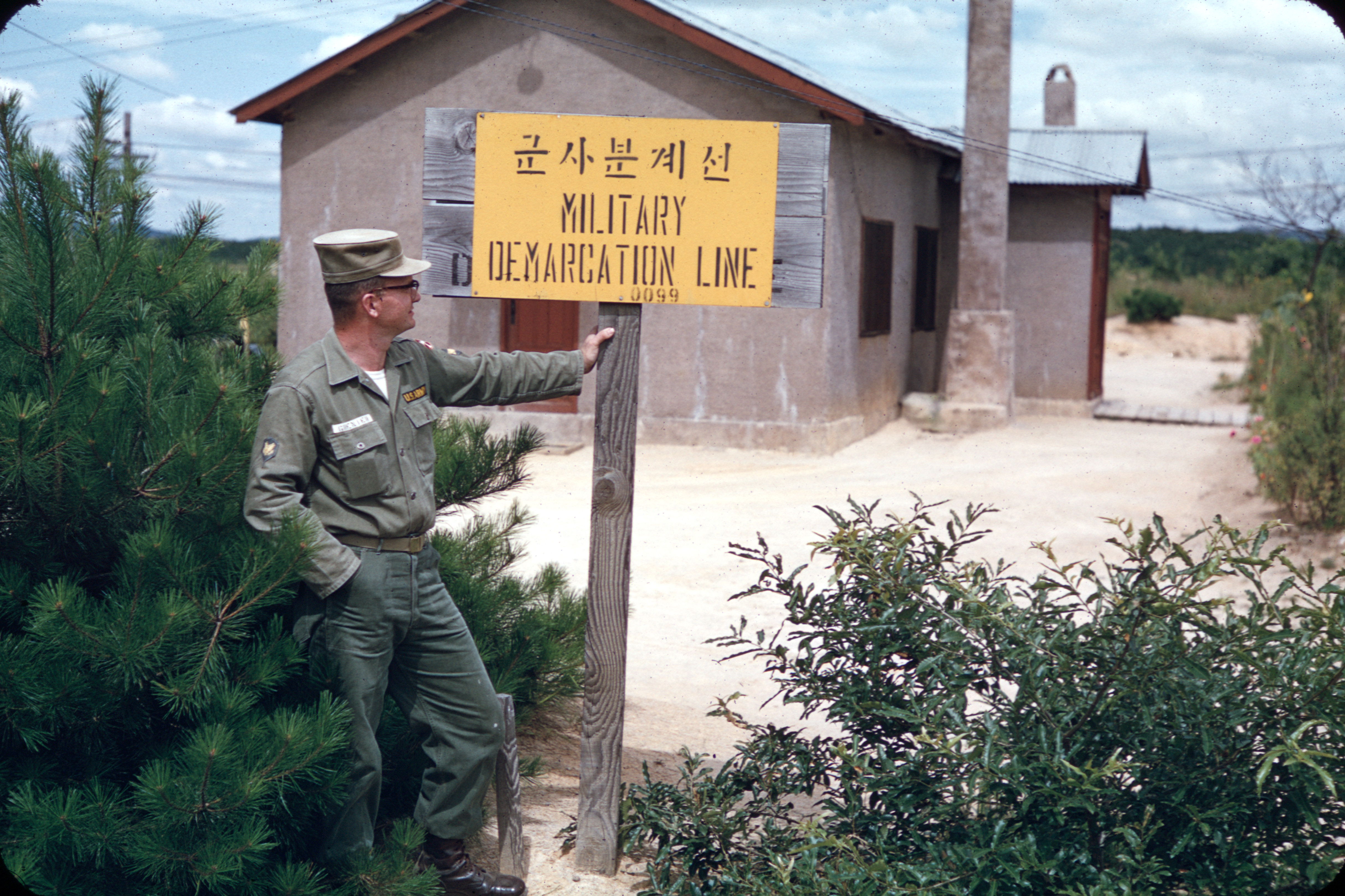
علامة خط ترسيم الحدود العسكرية في منطقة الأمن المشتركة، عام 1956.

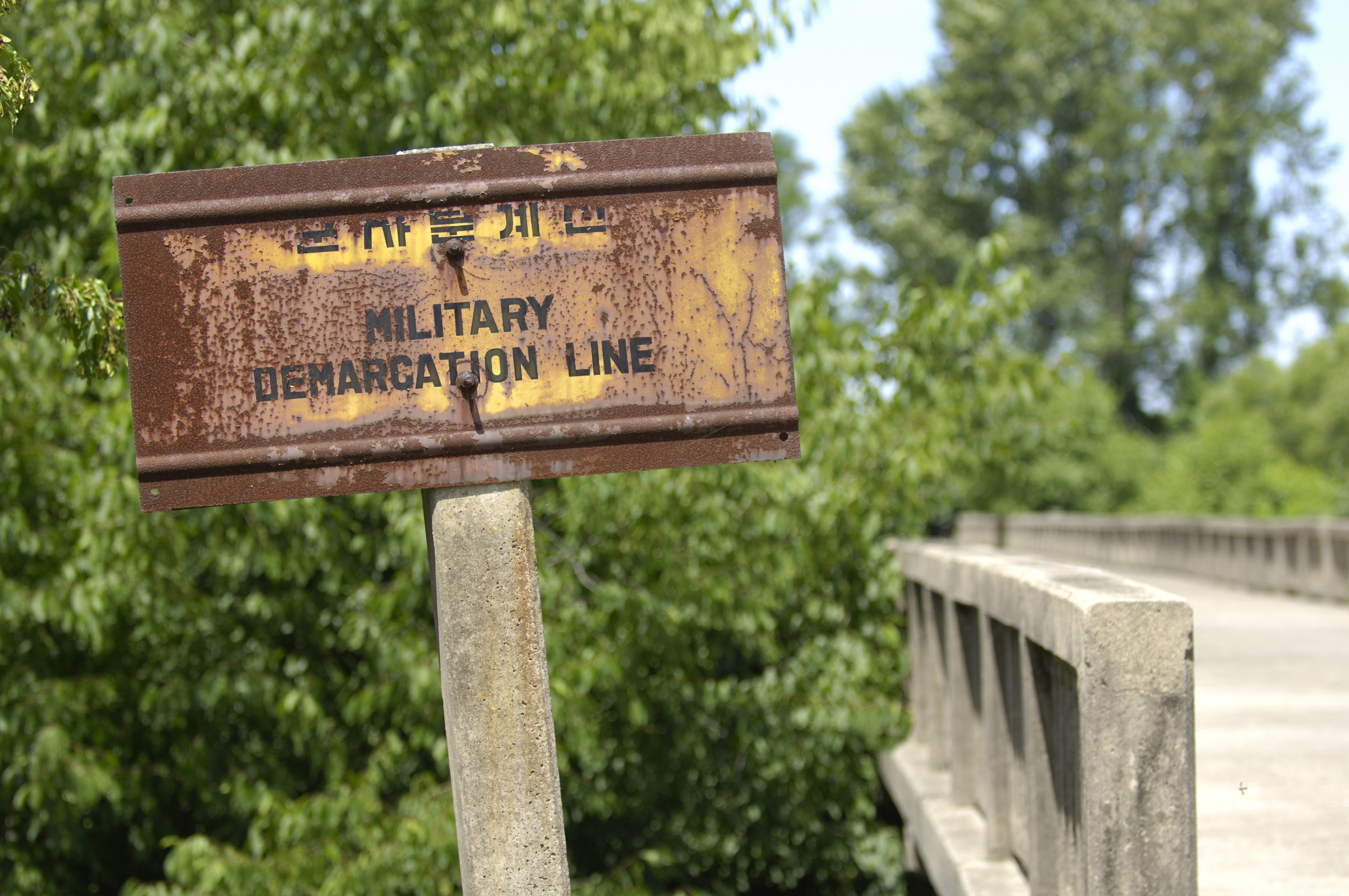
علامة جسر خط ترسيم الحدود العسكرية.

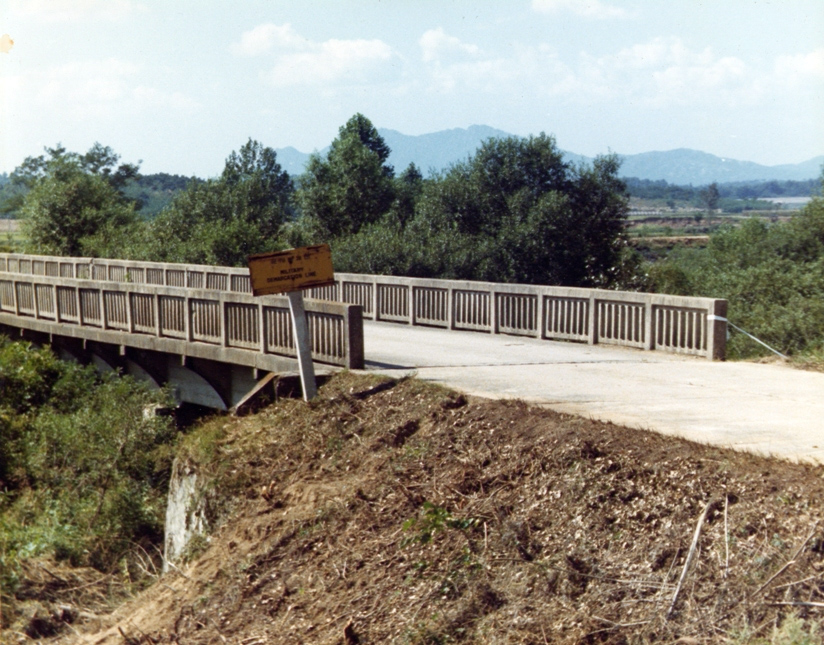
علامة جسر خط ترسيم الحدود العسكرية تسجيل في السياق.

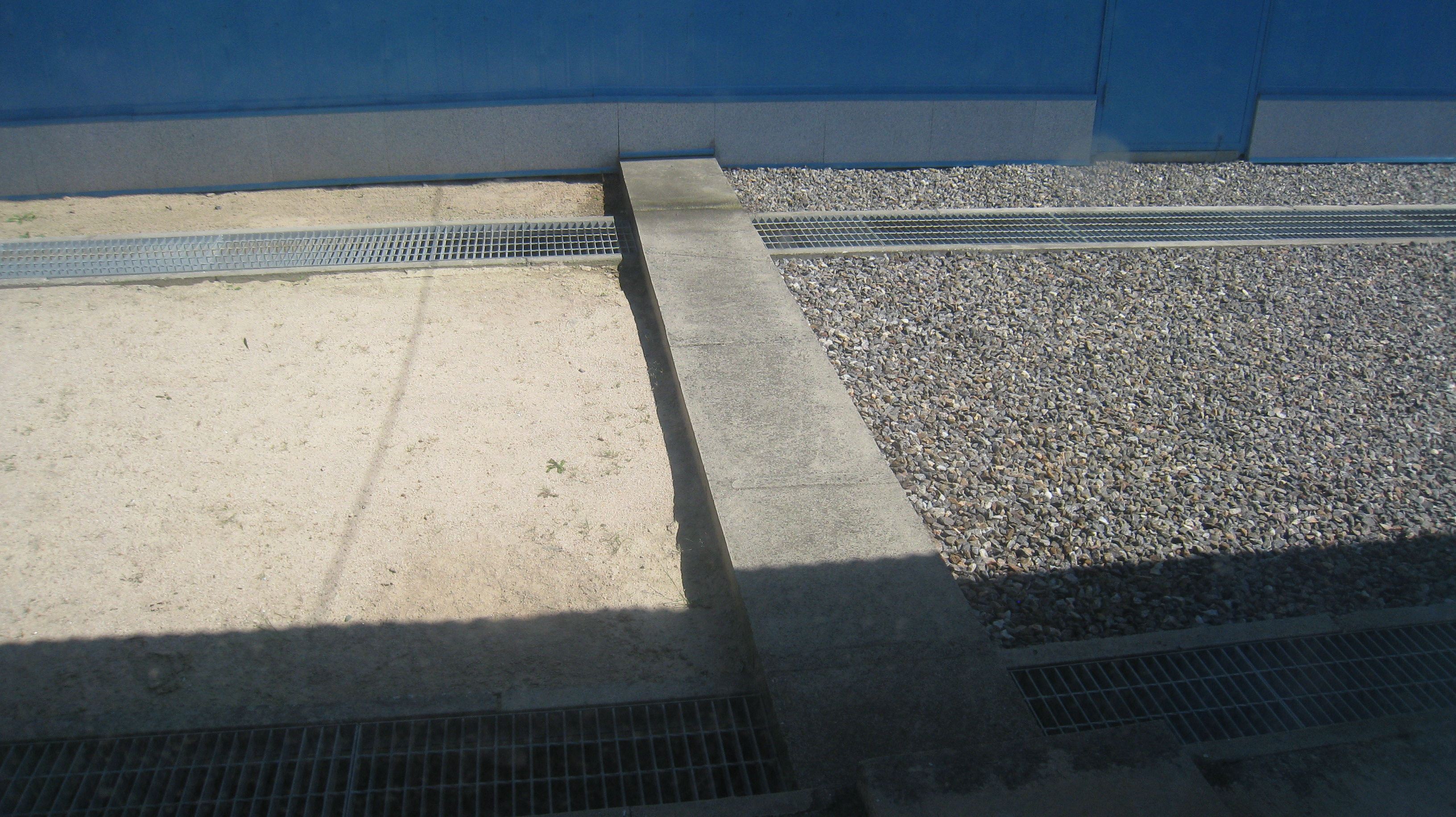
خط ترسيم الحدود العسكرية بين الشمال (يسار) والجنوب (يمين)، ويتميز ببلاطة خرسانية بين مباني المؤتمرات في المنطقة الأمنية المشتركة.

تمتد المنطقة المنزوعة السلاح الكورية بالقرب من خط العرض 38، وتغطي حوالي 248 كيلو مترا (154 ميل). يقوم الجنود الأمريكيون والكوريون الجنوبيون بدوريات في هذا الخط على طول الجانب الكوري الجنوبي بينما يقوم الجنود الكوريون الشماليون بدوريات على طول الجانب الكوري الشمالي.
في كوريا، يسمى الخط هيوجيونسون، وهذا يعني «خط الهدنة». يُطلق عليه أحيانًا اسم جونسا بونجي سيون، والذي يعني حرفيًا «خط ترسيم الحدود العسكرية». لكن في الاستخدام العامي، يُطلق عليه الخط الفاصل وفي كثير من الأحيان اسم («الموازي 38»)، وهو اسم من المحتمل أن يكون قد صيغ في نهاية الحرب العالمية الثانية، عندما كان من الممكن أن يكون وصفًا دقيقًا للحدود بين الشمال والجنوب.
يتم تمييز الخط نفسه بسلسلة من 1292 علامة متطابقة يتم وضعها على فترات عبر شبه الجزيرة. الجانب المواجه للشمال من العلامات مكتوب باللغتين الكورية والصينية والإنجليزية على الجانب الجنوبي المواجه. تظهر على العلامات الآن عوامل التعري والصدأ.

### الحوادث العسكرية
كانت هناك مناوشات متكررة على طول الخط منذ أن أنهت الهدنة قتال الحرب الكورية.

الحدود البحرية المتنازع عليها بين كوريا الشمالية وكوريا الجنوبية في البحر الأصفر.:
A: خط الحدود الشمالية الذي أنشأته قيادة الأمم المتحدة في عام 1953.
B: أعلنت كوريا الشمالية خط ترسيم الحدود العسكرية بين كوريا الشمالية وكوريا الجنوبية
تنعكس مواقع جزر معينة في تكوين كل الحدود البحرية، بما في ذلك
1–جزيرة يونبيونج2–جزيرة بينجنيونج3–جزيرة دايتشيونغ
----

1–جزيرة يونبيونج2–جزيرة بينجنيونج3–جزيرة دايتشيونغ

## خط الحد الشمالي
على الرغم من أن اتفاقية الهدنة الكورية تحدد موقع خط الترسيم والمنطقة المنزوعة السلاح على اليابسة، إلا أن الاتفاقية لم تذكر الخطوط أو المناطق في مياه المحيط المجاورة. بعد وقت قصير من توقيع الهدنة، تم رسم خط في البحر من جانب واحد بواسطة قيادة الأمم المتحدة. يمثل خط الحد الشمالي أو خط الحد الشمالي للمنطقة التي تسمح فيها كوريا الجنوبية لسفنها بالتنقل، وليس خط ترسيم الحدود الذي وافقت عليه كوريا الشمالية وكوريا الجنوبية. لا تمتد أحكام اتفاقية الهدنة الكورية المتعلقة بـخط ترسيم الحدود العسكرية والمنطقة الكورية المنزوعة السلاح إلى البحر الأصفر أو بحر اليابان.
في عام 1999، أكدت كوريا الشمالية من جانب واحد أن «خط الترسيم العسكري الكوري الشمالي في البحر الغربي (البحر الأصفر)»، والذي يُطلق عليه أيضًا «خط ترسيم الحدود العسكرية بين كوريا الشمالية وكوريا الجنوبية في البحر الأصفر».
ومع ذلك، يعمل الخط الذي رسمته حرس قيادة الأمم المتحدة بم
ثابة امتداد فعلي أو «عملي» لـ خط ترسيم الحدود العسكرية لعام 1953، على الرغم من التوغلات والصدامات العرضية.
معبر المنطقة الأمنية المشتركة

## ميزات الخريطة الأخرى
في 16 أكتوبر 2018، وافقت حكومتا كوريا الشمالية والجنوبية على السماح للسكان المحليين والسياح بعبور موقع منطقة الأمن المشتركة السيئة الحظ لخط الترسيم العسكري بمجرد تطهيرها من الأفراد. سوف تشبه المعابر اللحظة القصيرة التي تدخل فيها الرئيس الكوري الجنوبي مون جاي-إن إلى كوريا الشمالية مع الرئيس الكوري الشمالي كيم جونغ أون في 27 أبريل 2018. بعد أن تم تطهير المنطقة الأمنية المشتركة من الأفراد العسكريين المسلحين في 25 أكتوبر 2018، تم الإعلان عن تأجيل السياحة في معبر خط ترسيم الحدود العسكرية.

## إنشاء مناطق عازلة ومناطق حظر الطيران ومناطق السلام في البحر الأصفر
في 1 نوفمبر 2018، أكد مسؤولون من وزارة الدفاع الكورية الجنوبية أن المناطق العازلة أقيمت عبر المنطقة المنزوعة السلاح بواسطة الجيشين الكوري الشمالي والجنوبي لضمان احتفاظ كلا من الجيشين بمسافة بينهما عن خط الترسيم العسكري. وفقًا للاتفاقية العسكرية الشاملة التي تم توقيعها في القمة المشتركة بين كوريا الشمالية وكوريا الجنوبية في سبتمبر 2018، تساعد المناطق العازلة في ضمان حظر كوريا الشمالية وكوريا الجنوبية للعداء على البر والبحر والجو. تمتد المناطق العازلة من شمال جزيرة Deokjeok إلى جنوب جزيرة تشو في البحر الغربي وشمال مدينة سوكشو وجنوب مقاطعة تونغتشون في البحر الأصفر. يُحظر على كل من كوريا الشمالية وكوريا الجنوبية إجراء تدريبات بالمدفعية بالذخيرة الحية وتمارين المناورة الميدانية على مستوى الفوج أو تلك التي تقوم بها وحدات أكبر على بعد 5 كيلومترات من خط ترسيم الحدود العسكرية.
تم إنشاء مناطق حظر الطيران علي طول المنطقة المجردة من السلاح لحظر تشغيل الطائرات بدون طيار وطائرات الهليكوبتر والطائرات الأخرى على مساحة تصل إلى 40 كم من خط ترسيم الحدود العسكرية. اما بالنسبة للطائرات التي بدون طيار، تقع منطقة حظر الطيران على بعد 15 كم من خط ترسيم الحدود العسكرية في الشرق وعلى بعد 10 كم من خط الترسيم في الغرب. بالنسبة إلى بالونات الهواء الساخن، تقع المنطقة على بعد 25 كم من خط الترسيم.
لا توجد مناطق للطيران علي بعد 40 كم من خط الترسيم في الشرق، للطائرات ذات الأجنحة الثابتة (بين العلامات رقم 0646 و 1292) علي خط الترسيم وعلي بعد 20 كم من خط الترسيم في الغرب (بين علامات خط ترسيم الحدود العسكرية رقم 0001 و 0646). بالنسبة للطائرات ذات الأجنحة الدوارة، يتم تحديد مناطق حظر الطيران على بعد 10 كم من خط الترسيم.
كما أنشأت الكوريتان مناطق سلام في منطقة البحر الأصفر التي تحد خط ترسيم الحدود العسكرية.

## إعادة توصيل طريق عبور خط ترسيم الحدود العسكرية
في 22 نوفمبر 2018، أكملت كوريا الشمالية والجنوبية أعمال البناء لربط طريق بطول ثلاثة كيلومترات على طول المنطقة المجردة من السلاح. الطريق الذي يمر عبر خط الترسيم العسكري، لديه 1.7 كم في كوريا الجنوبية و 1.3 كم في كوريا الشمالية. تم إعادة ربط الطريق لأول مرة منذ 14 عامًا في محاولة للمساعدة في عملية أروهيد هيل في المنطقة المجردة من السلاح والتي تتضمن إزالة الألغام الأرضية واستخراج الجثث من الحرب الكورية.

## خدمات النقل بين الكوريتين
في 30 نوفمبر 2018، بعد إزالة مواقع حراسة «المواجهة» والألغام الأرضية ل رأس السهم هيل، استؤنفت وسائل النقل بالسكك الحديدية بين كوريا الشمالية وكوريا الجنوبية التي توقفت في نوفمبر 2008 عندما عبر قطار كوري جنوبي خط الترسيم إلى كوريا الشمالية. في 8 ديسمبر 2018، عبرت حافلة كورية جنوبية خط ترسيم الحدود العسكرية إلى كوريا الشمالية.

## معبر حدود عسكرية
في 12 ديسمبر 2018، عبرت جيوش من الكوريتين حركة تحرير الكونغو إلى دول المعارضة لأول مرة في التاريخ لتفقد التحقق من إزالة مواقع حراسة «المواجهة».

## وصلات خارجية
- خط ترسيم الحدود العسكرية.
- الحدود العسكرية بين الكوريتين.